# Clark-tó
A Clark-tó (Lake Clark) Alaszka déli részén fekszik, a Lake Clark Nemzeti Parkban. A tavat az Alaszkai-hegységből eredő Tlikakila-folyó táplálja. Hossza 64 kilométer, szélessége 8 km. A tó lefolyása a Six Mile tavon keresztül a Newhalen-folyó, mely az Iliamna-tóba torkollik. Nevét egy John W. Clark nevű dillinghami kereskedelmi csomópont vezetőjéről kapta 1891-ben. A tóban számos halfaj él, melyekre engedéllyel lehet horgászni. A tóhoz utak nem vezetnek, bérelhető kisrepülőgéppel érhető el nagyobb városokból.

## Fordítás
Ez a szócikk részben vagy egészben  a   Lake Clark (Alaska) című angol Wikipédia-szócikk ezen változatának fordításán alapul.  Az eredeti cikk szerkesztőit annak laptörténete sorolja fel. Ez a jelzés csupán a megfogalmazás eredetét és a szerzői jogokat jelzi, nem szolgál a cikkben szereplő információk forrásmegjelöléseként.